# 風返稲荷山古墳
風返稲荷山古墳（かざかえしいなりやまこふん）は、茨城県かすみがうら市安食にある古墳。形状は前方後円墳。風返古墳群を構成する古墳の1つ。史跡指定はされていない。出土品は国の重要文化財に指定されている。

## 概要
茨城県中部、霞ヶ浦に突き出す通称「出島半島」の北部、霞ヶ浦と菱木川に挟まれた台地上に築造された古墳である。一帯では前方後円墳1基（稲荷山古墳）・帆立貝形古墳1基・円墳25基・方墳1基・不明6基の古墳計34基からなる風返古墳群が分布し、本古墳はその盟主墳になる。1964年（昭和39年）に発掘調査が、1999年（平成11年）に測量調査が実施されている。
墳形は前方後円形で、前方部を西方向に向ける。埋葬施設は後円部における横穴式石室、くびれ部における箱式石棺であり、横穴式石室内には箱式石棺3基が据えられる。両施設の調査では、装飾付大刀（頭椎大刀・円頭大刀）・馬具2組・須恵器など多数の副葬品が検出されている。
築造時期は、古墳時代後期-終末期の6世紀末-7世紀初頭頃と推定され、複数回の追葬が認められる。東国では最終段階の前方後円墳である点、豊富な副葬品の出土の点で注目され、当時の首長層を考察するうえで重要視される古墳になる。
出土品は2023年（令和5年）に国の重要文化財に指定されている。

## 遺跡歴
- 1964年（昭和39年）、発掘調査。副葬品多数出土（日本大学考古学会、1964年に報告）[2]。
- 1999年（平成11年）、測量調査（筑波大学ら霞ヶ浦町遺跡調査会、2000年に報告書刊行）[2]。
- 2006年（平成18年）11月16日、出土遺物が茨城県指定有形文化財に指定[1][4]。
- 2023年（令和5年）6月27日、出土品が国の重要文化財に指定。

## 墳丘
墳丘の規模は次の通り。
- 墳丘長：78.1メートル
- 後円部
  - 直径：43.1メートル
  - 高さ：10メートル
- 前方部
  - 長さ：35メートル
  - 幅：57メートル
  - 高さ：8メートル

## 埋葬施設
埋葬施設としては、後円部において横穴式石室が、くびれ部において箱式石棺が構築されている。
後円部の横穴式石室は、南東方向に開口する。後室・前室・羨道・前庭部から構成される複室構造の石室であり、全長は9.12メートルを測る。石室の石材は雲母片岩の大石。後室には奥壁に沿って奥箱式石棺、側壁に沿って東箱式石棺・西箱式石棺の3基が据えられる。奥石棺からは金銅製耳環、東石棺からは頭椎大刀・円頭大刀・銀装刀子など、西石棺からは金銅製耳環など、前室からは鉄製武器・銅鋺・馬具・須恵器などが検出されている。石棺の構築順序は奥石棺→東石棺→西石棺と想定される。
くびれ部の箱式石棺は、墳丘主軸と平行する東西方向に構築され、長辺約1.9メートル・短辺約0.9メートルを測る。石棺の石材は雲母片岩で、天井石・床石は各3枚、側石は各1枚である。石棺内からは円頭大刀・金銅製耳環・ガラス玉が、北西約1メートルの地点からは馬具一式（布で包み木箱内に収納か）が検出されている。

## 出土品
横穴式石室・箱式石棺の発掘調査で検出された副葬品は次の通り。
横穴式石室出土
- 奥箱式石棺
  - 金銅製耳環
- 東箱式石棺
  - 頭椎大刀 1
  - 円頭大刀 2
  - 銀装刀子
- 西箱式石棺
  - 金銅製耳環 2
  - 金銅製蜜坩玉
  - ガラス玉
- 前室奥
  - 直刀
  - 鉄鉾
  - 鉄鏃
  - 銅鋺
  - 馬具 - 杏葉、雲珠、辻金具、鞍金具。
  - 刀子
- 前室南側
  - 弓弭
  - 刀子
  - 刀装身具
  - 直刀
  - 須恵器

くびれ部箱式石棺出土
- 円頭大刀
- 金銅製耳環 2
- ガラス玉 30
- 刀子
- 刀装具
- 馬具 一式 - 轡類、杏葉、辻金具、鏡板、鞍金具。箱式石棺から北西1メートル離れた地点から出土。

## 文化財

### 重要文化財（国指定）
- 茨城県風返稲荷山古墳出土品（考古資料） - 2023年（令和5年）6月27日指定[3][5]。
  - 銅鋺 1点
  - 金属製品 47点
  - ガラス小玉 1点
  - 須恵器 4点

## 関連施設
- かすみがうら市歴史博物館（かすみがうら市坂） - 風返稲荷山古墳の出土品等を保管。

## 関連文献
（記事執筆に使用していない関連文献）
- 軽部慈恩・平沢一久「茨城県出島村風返稲荷塚前方後円墳の発掘調査」『日本考古学協会大会研究発表要旨 昭和39年度』、日本考古学協会、1964年、15-16頁。
- 霞ヶ浦町遺跡調査会 編『風返稲荷山古墳』霞ヶ浦町教育委員会、2000年。